# Rinascimento siciliano

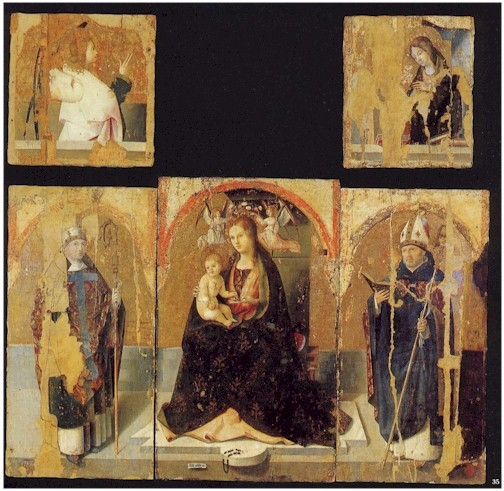
Polittico della Madonna del Rosario di Antonello da Messina, Museo Regionale di Messina

Il Rinascimento in Sicilia rappresenta il progressivo sviluppo della cultura e dell'arte rinascimentale nell'isola, a partire dai suoi centri di diffusione Firenze, Roma e Napoli, e i conseguenti esiti artistici che rappresentarono spesso un compromesso tra il classicismo rinascimentale, il substrato culturale tardo medievale e gli influssi fiamminghi e gotici. Infatti Messina, città che ebbe legami commerciali con la Lega Anseatica, sviluppò una forte intesa culturale con le Fiandre grazie anche alla migrazione di maestranze che si insediarono in Sicilia. Questa forte presenza fiamminga proseguì anche nei secoli successivi. Nel XV e XVI secolo il Regno di Sicilia prima fece parte di quella sorta di confederazione dinastica facente capo alla Corona d'Aragona e poi entrò a far parte dell'Impero Spagnolo di Carlo V e dei suoi successori.
La storia del lento affermarsi del linguaggio rinascimentale nell'isola si può far iniziare convenzionalmente nel decennio tra 1460 e 1470 con la presenza in Sicilia di Antonello da Messina, Francesco Laurana e Domenico Gagini, a volte presenti contemporaneamente negli stessi luoghi, con reciproche influenze.

## Premessa storiografica
Fino a pochi anni fa la storiografia artistica, e non solo, concordava nel considerare in condizione isolata ed emarginata la cultura siciliana durante la fase storica dei Viceré, tardando così a studiare l'arte prodotta in Sicilia durante il Rinascimento e oltre. In tale pregiudizio ha pesato il pensiero ottocentesco risorgimentale, teso a dimostrare l'interruzione dei rapporti tra la cultura italiana e la Sicilia dal periodo del Vespro, fino al XIX secolo. Tale pregiudizio è sopravvissuto fino al XX secolo e ha condizionato la comprensione dei fenomeni artistici. Infatti da tale assunto ne conseguiva il constatare la povertà dell'arte siciliana.
Negli ultimi decenni del secolo XX la constatazione che i fenomeni artistici siciliani, e di altre regioni meridionali, erano in gran parte ancora da scoprire e le ricerche storiche relative ai complessi rapporti tra l'isola e tutto il Mediterraneo tra XV e XVIII secolo, hanno portato ad una revisione storiografica profonda, rimasta però a livello specialistico e settoriale.
I primi studi e le prime rivalutazioni hanno interessato il periodo barocco, ma successivamente gli studi hanno ampliato molto il panorama artistico del periodo rinascimentale, in Sicilia e in genere nell'Italia meridionale, caratterizzato dall'immigrazione in Sicilia di numerosi artisti dalla penisola e dalla formazione di importanti botteghe locali.

### La scomparsa delle opere

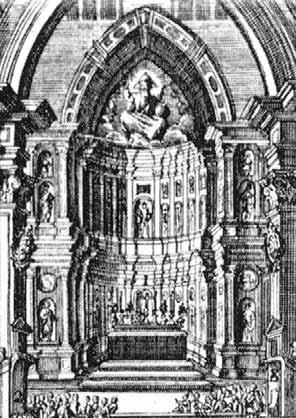
La tribuna della cattedrale di Palermo in una stampa del XVIII secolo

Va rilevato come, nella sottovalutazione delle espressioni artistiche siciliane del periodo rinascimentale, abbia contato la sostanziale distruzione di opere e testimonianze ad opera dei terremoti. Particolarmente labile è la persistenza delle testimonianze presenti nella città e nell'area di Messina (terremoti del 1562, 1649, 1783, 1894 e 1908) che pure rappresentò la realtà territoriale più aperta alle novità, per il ruolo trainante nei commerci e nell'economia, ma anche in altre aree dell'isola come il Val di Noto (terremoti del 1542, 1693, 1757, 1848).
La ricostruzione di un panorama completo della produzione artistica e soprattutto architettonica risulta pertanto problematica e la storiografia artistica, soprattutto per l'architettura, si frammenta davanti ad innumerevoli opere scomparse o drammaticamente mutate. Esemplare al riguardo è la produzione architettonica di Andrea Calamech e Camillo Camilliani, praticamente annullata.
Tali lacune riguardano anche le testimonianze documentarie di archivio, anch'esse disperse a causa di terremoti o incuria. Come causa della frammentazione del percorso storico, soprattutto architettonico, si devono annoverare anche incendi e soprattutto il sovrapporsi dei rinnovamenti stilistici che ebbe particolare sviluppo nel XVIII e che può essere esemplificato nella distruzione dell'opera manifesto del Cinquecento siciliano: la tribuna della Cattedrale di Palermo di Antonello Gagini. Oltre all'azione distruttiva dei terremoti, è da tenere presente che, a differenza della situazione attuale, la Sicilia è stata, fino a due secoli addietro un crocevia commerciale e culturale. Ciò ha causato una dispersione dei manufatti artistici e di intere collezioni fuori dalla regione se non, più frequentemente, fuori dall'attuale territorio italiano, come testimoniato dalle vicende note delle collezioni tardo rinascimentali e seicentesche.

## L'umanesimo letterario
La Sicilia partecipò alla cultura umanistica rinascimentale con un gran fervore di studi del greco, del latino, dell'arabo e dell'ebraico e con una intensa ricerca di codici antichi. Intellettuali siciliani come Antonio Beccadelli detto il Panormita, Lucio Marineo Siculo, Giovanni Aurispa, Antonio Cassarino, Pietro Ranzano, operarono e furono conosciuti anche fuori della Sicilia, ma non incisero profondamente sulla cultura isolana e sulla produzione artistica.
A Messina fu attivo a lungo Costantino Lascaris e per breve tempo anche Pietro Bembo, a riprova della particolare vivacità culturale della città.

## Quattrocento
L'inizio del XV secolo è caratterizzato in Sicilia dall'influenza franco-provenzale, fiamminga e pisano-senese sulla cultura artistica figurativa che trovano la massima espressione nell'affresco del Trionfo della Morte capolavoro tardo gotico. Gli artisti maggiori del periodo sono Gaspare da Pesaro e il figlio Guglielmo Pesaro.
In architettura l'intensa attività edilizia è caratterizzata dall'adesione a forme tardogotiche con l'impronta iberica (soprattutto nel Val di Noto), e la persistenza di decorazioni e schemi planimetrici che si ripetono dall'epoca normanna.
Palermo e Messina, le due principali città, attraversavano nel XV secolo una fase di crescita demografica ed economica grazie alla presenza del porto e di numerose comunità di mercanti fiamminghi, iberici, pisani, veneziani, lombardi, genovesi. Anche la struttura sociale cittadina si rinnovava con una classe di funzionari e commercianti che si affiancava alla nobiltà costruendo palazzi e cappelle gentilizie e richiedendo raffinati manufatti di grande pregio.
Tali premesse, grazie anche all'arrivo di numerosi artisti dalla penisola, e all'influenza dell'ambiente artistico napoletano del periodo di Alfonso II, consentirono il rinnovamento del linguaggio artistico in Sicilia.

### Antonello e la pittura

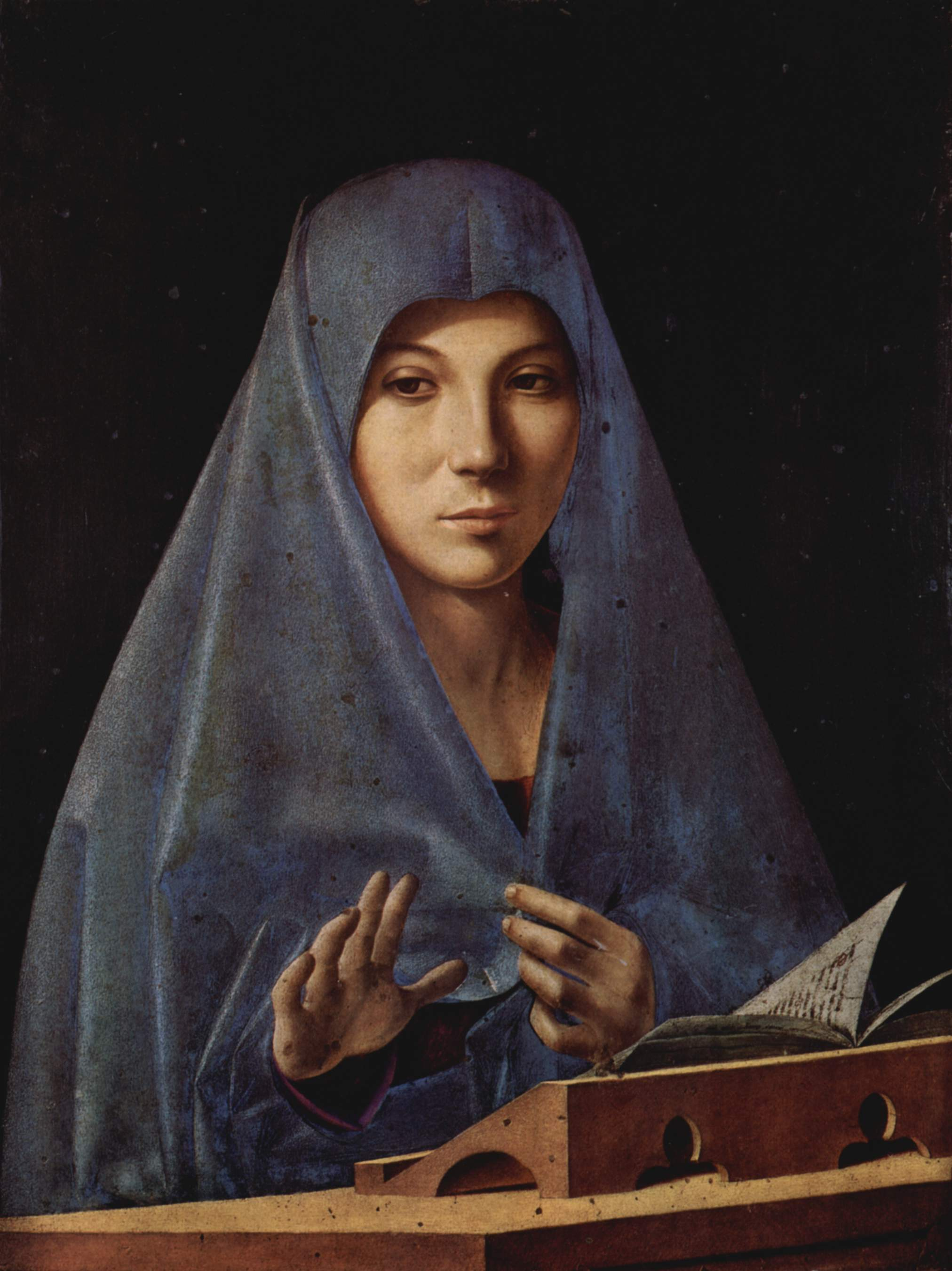
Annunciata di Palermo

La figura che giganteggia nel panorama culturale del primo Rinascimento in Sicilia è Antonello da Messina che con la sua ricca formazione, tra Messina e Napoli, Venezia (forse Milano) e, non in modo diretto, le Fiandre, dimostra la circolazione d'idee che caratterizzava l'epoca. I suoi lavori per le committenze isolane e il suo definitivo ritorno in patria (dopo l'esperienza veneziana) nel 1476, rappresentarono il primo affermarsi nell'isola della pittura rinascimentale, grazie anche ad un'affollata bottega che introdusse nella produzione tradizionale il nuovo gusto per la figura umana, il genere pittorico del ritratto e un nuovo ruolo dell'artista non più solo anonimo artigiano. Tra i suoi famigliari che continueranno la bottega (il figlio Iacobello e i nipoti Antonio di Saliba, Pietro di Saliba e Salvo d'Antonio) e tra i suoi allievi e seguaci diretti e indiretti (Alessandro Padovano, Giovanni Maria Trevisano, Giovannello da Itala, Marco Costanzo, Antonino Giuffré, Alfonso Franco, Francesco Pagano), alcuni dei quali furono attivi anche in Veneto, nessuno divenne un grande artista, ma la loro produzione, che comprendeva anche copie di Antonello, si diffuse in Sicilia e Calabria, dove sono molte le opere della scuola di Antonello, anche se di difficile attribuzione, vista la mancanza di studi su molti pittori della sua cerchia.
Il più evoluto degli antonelliani fu Salvo d'Antonio che aggiornò il suo stile con influssi non soltanto veneziani ma anche ferraresi.
Palermo l'ambiente pittorico fu meno vivace e gli artisti maggiori sul finire del secolo furono Tommaso De Vigilia,  attardato su motivi catalani, e Riccardo Quartararo, formatosi a Napoli, che influenzò molti artisti locali minori.

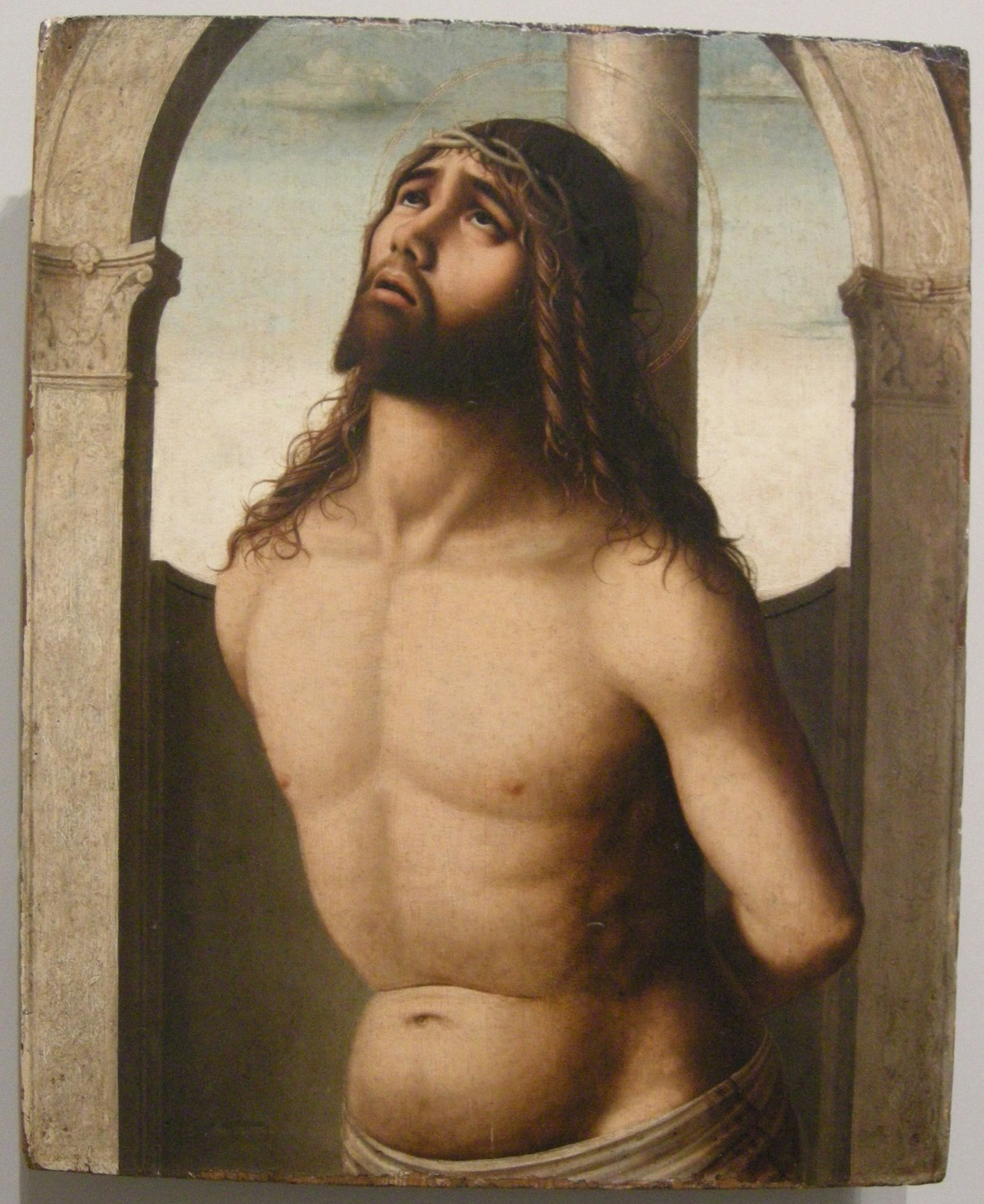
Cristo alla colonna, seguace di Antonello da Messina
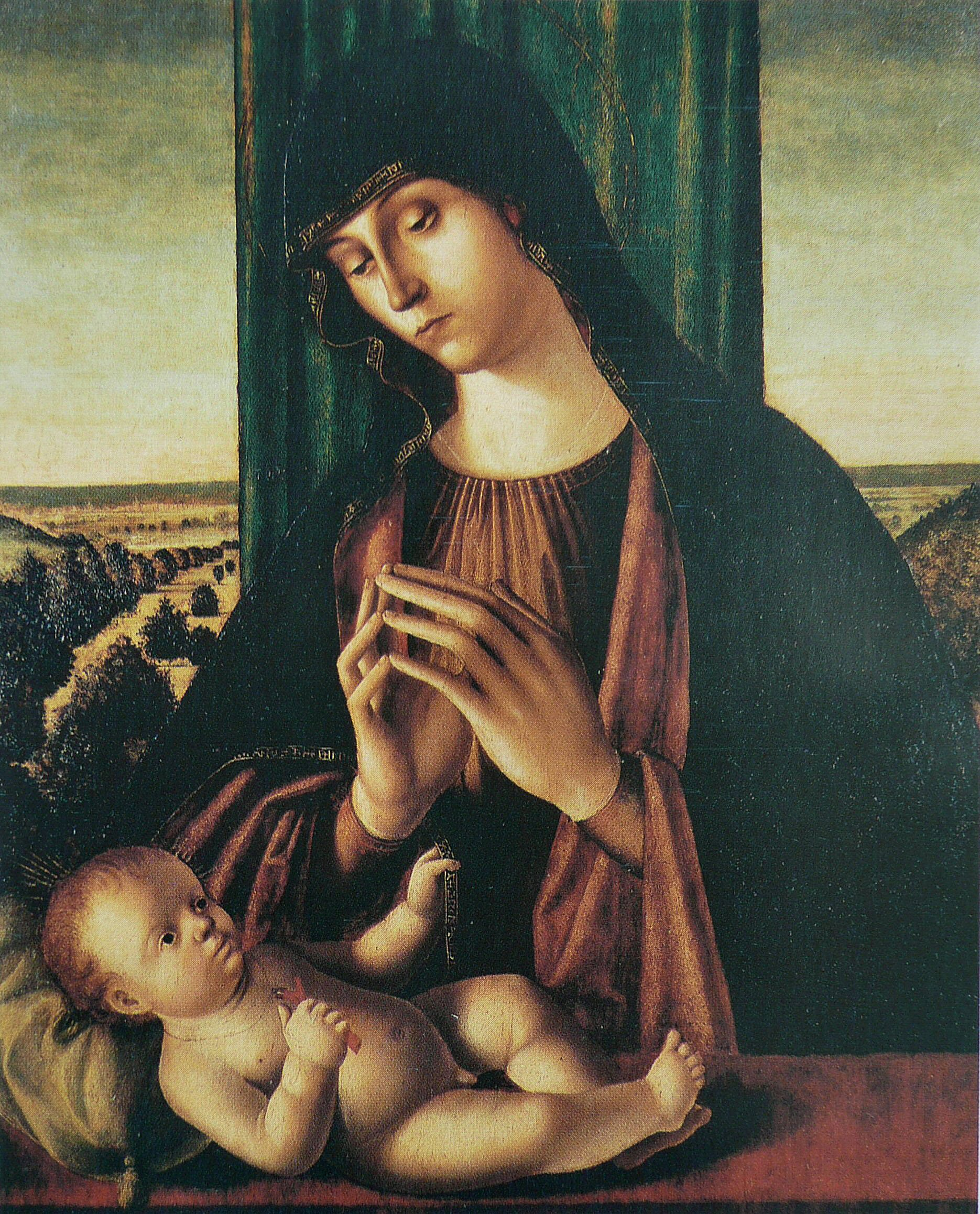
Madonna, di Antonio di Saliba
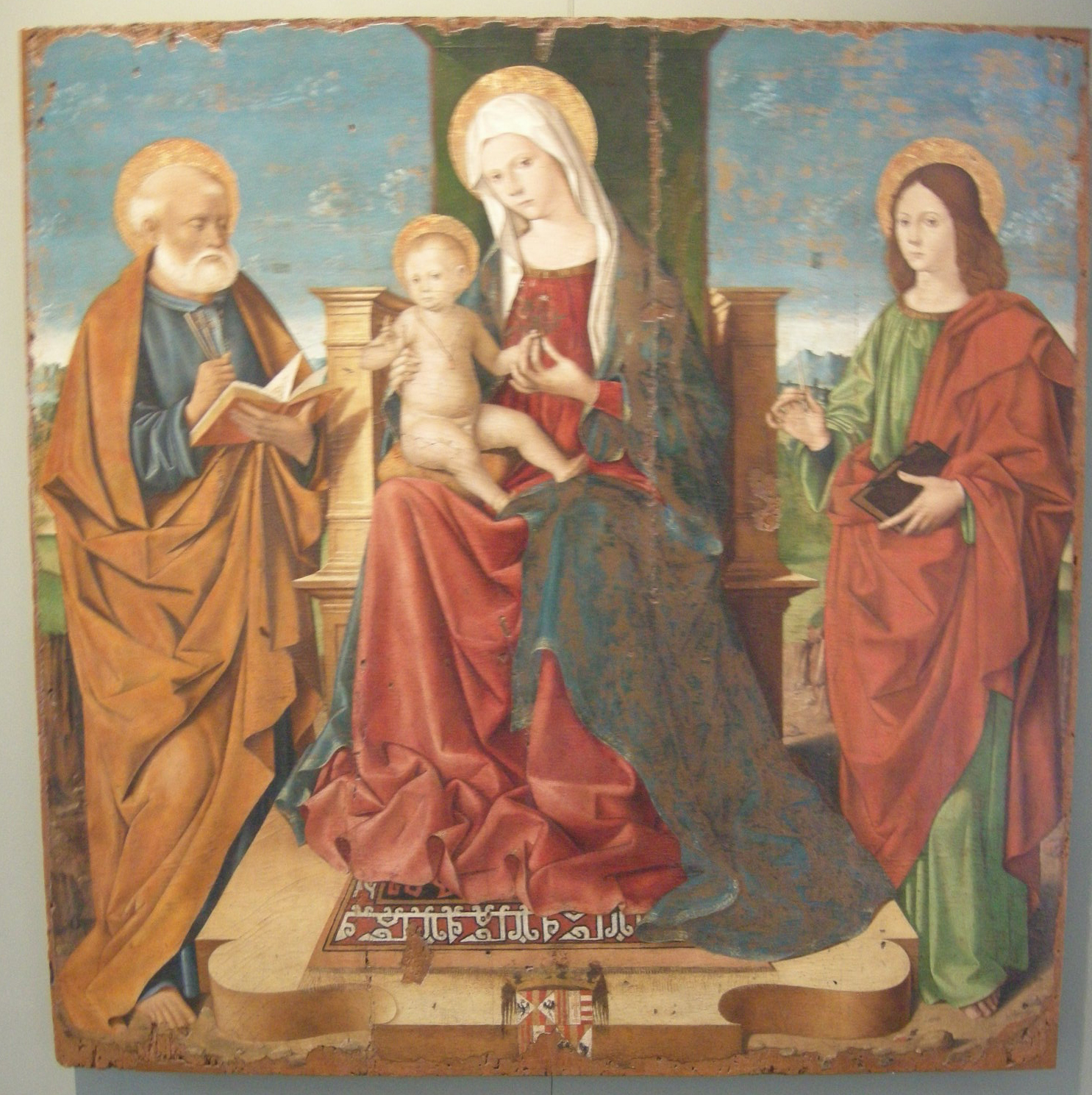
Madonna tra santi di Salvo d'Antonio

### I Gagini, Laurana e la scultura a Palermo

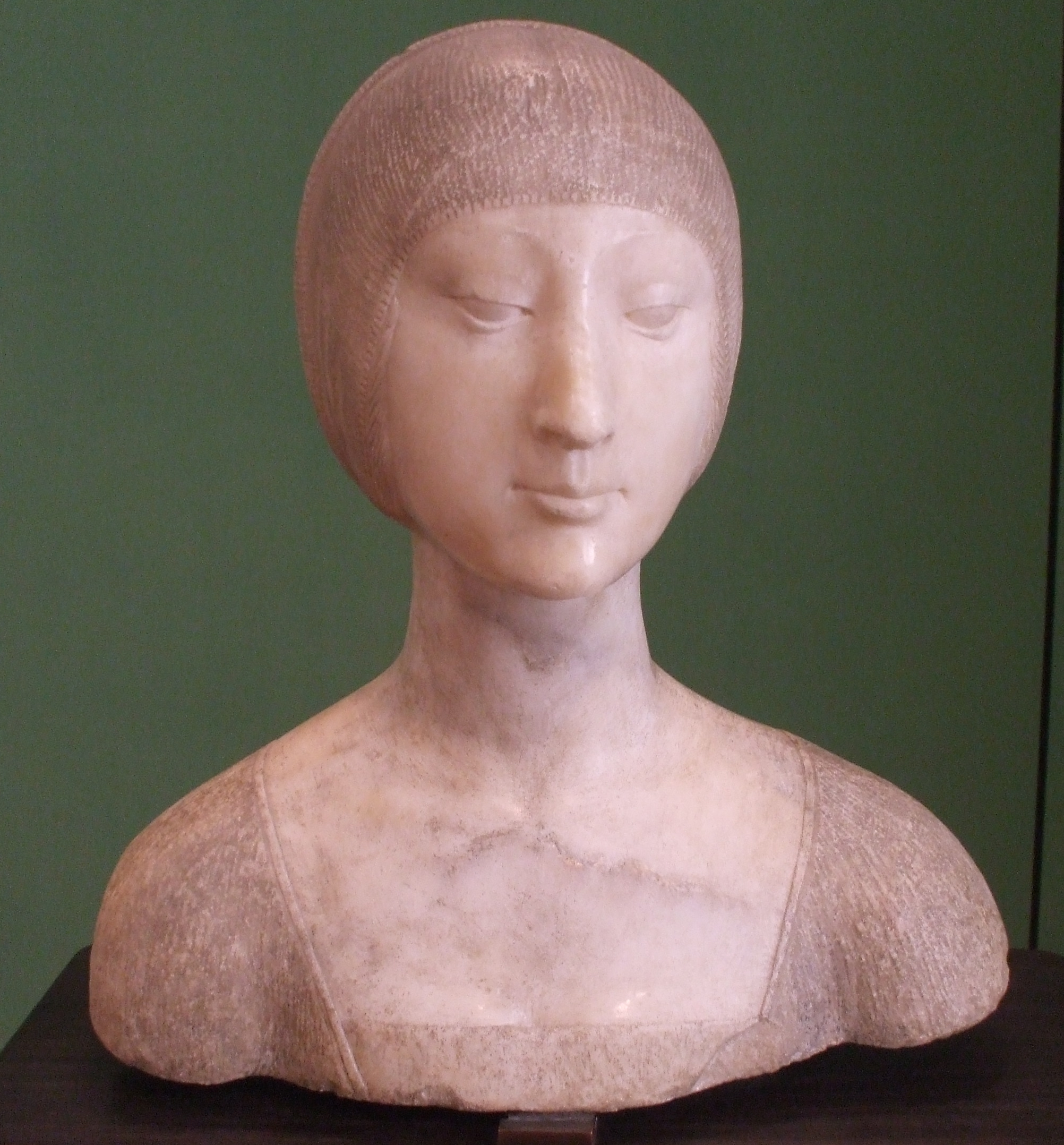
Ritratto di Eleonora d'Aragona di Francesco Laurana

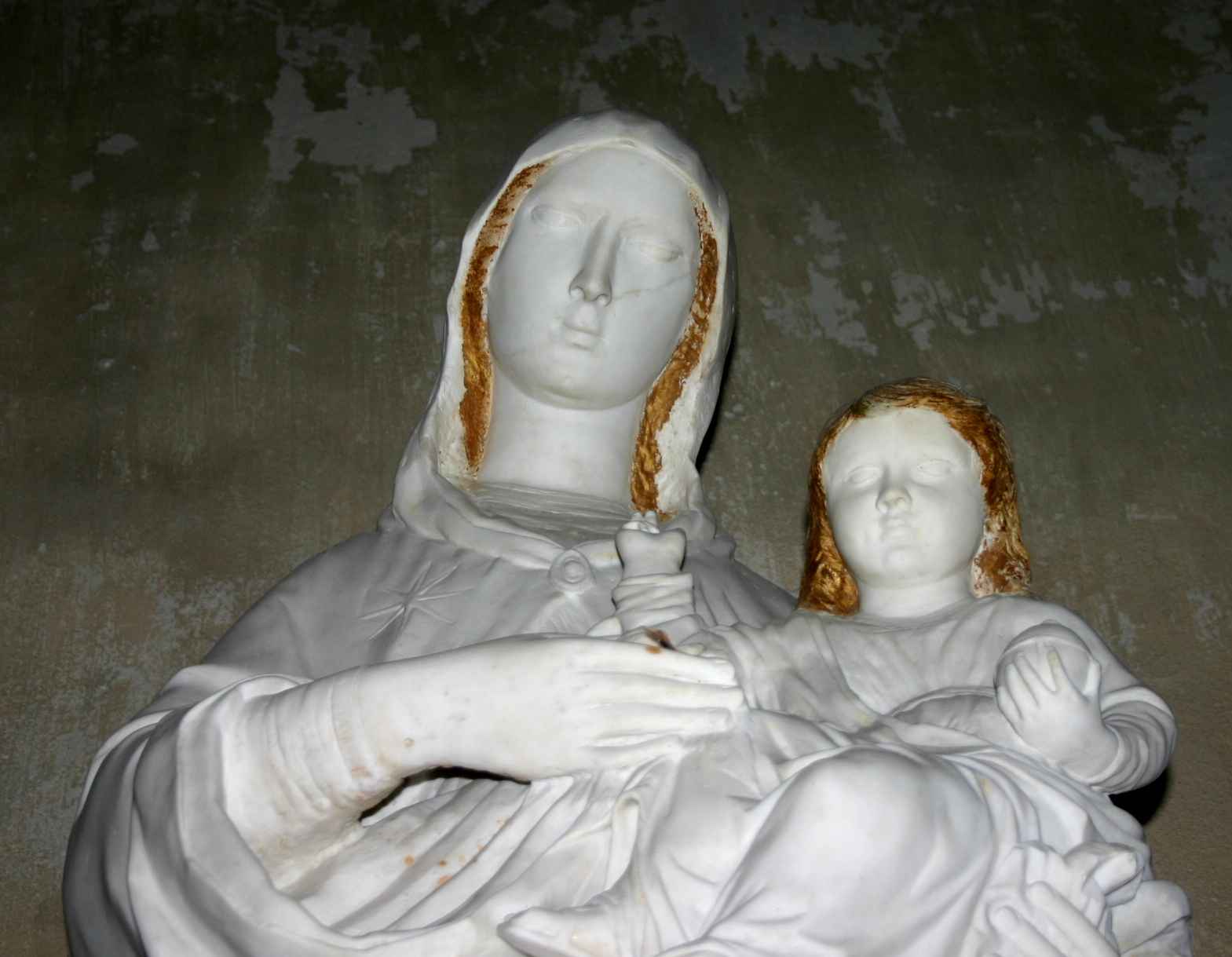
Domenico Gagini, Madonna col Bambino

La scultura rinascimentale giunse invece in Sicilia per opera di Francesco Laurana che operò in Sicilia per alcuni anni a partire dal 1466. Aprì una bottega a Palermo influenzando molti artisti (Domenico Pellegrino, Pietro de Bonitate, Iacopo de Benedetto) diffondendo le forme del primo Rinascimento.
Il luogo che meglio rappresenta questo momento cruciale per l'arte siciliana è la chiesa di San Francesco d'Assisi in cui Laurana e Pietro da Bonitate realizzarono nella cappella Mastrantonio pienamente rinascimentale.
Nella stessa chiesa è presente seppure rimaneggiata la tomba di Antonello Speciale attribuito da alcuni a Laurana ma più probabilmente attribuita a Domenico Gagini.
Entrambi gli artisti provenivano da Napoli dove avevano lavorato all'Arco trionfale del Castel Nuovo in un cantiere importante per molti artisti e determinante per l'arte rinascimentale nell'Italia meridionale.
Infatti nel 1463, dopo essere stato forse allievo di Brunelleschi, e aver lavorato a Napoli insieme a Laurana e altri, era giunto in Sicilia Domenico Gagini, che sull'isola si fermò e dette vita ad una bottega e ad una dinastia di scultori che caratterizzò a lungo la scultura siciliana. Importò sull'isola i vari influssi culturali che avevano caratterizzato la sua formazione e perfino l'uso del marmo di Carrara. La sua prima attività nell'isola è legata alla chiesa di San Francesco (altare di San Giorgio e il drago) dove era attivo anche il Laurana e che rappresenta quindi un luogo chiave per l'introduzione del gusto rinascimentale nell'isola.
Oltre ai Gagini molti marmorari lombardi (tra cui Gabriele di Battista, anch'esso proveniente da Napoli) e toscani aprirono le loro botteghe in Sicilia, soprattutto a Palermo e Messina. I marmorari di Palermo (molti erano carraresi) si costituirono in corporazione nel 1487.
La loro attività dette vita all'esecuzione di altari, portali, finestre, colonne che aggiornarono, sia pure in modo episodico, il linguaggio decorativo dell'architettura, secondo le richieste sempre più pressanti della committenza, ma facendo convivere l'architettura tardogotica con la scultura architettonica rinascimentale.

### La scultura a Messina

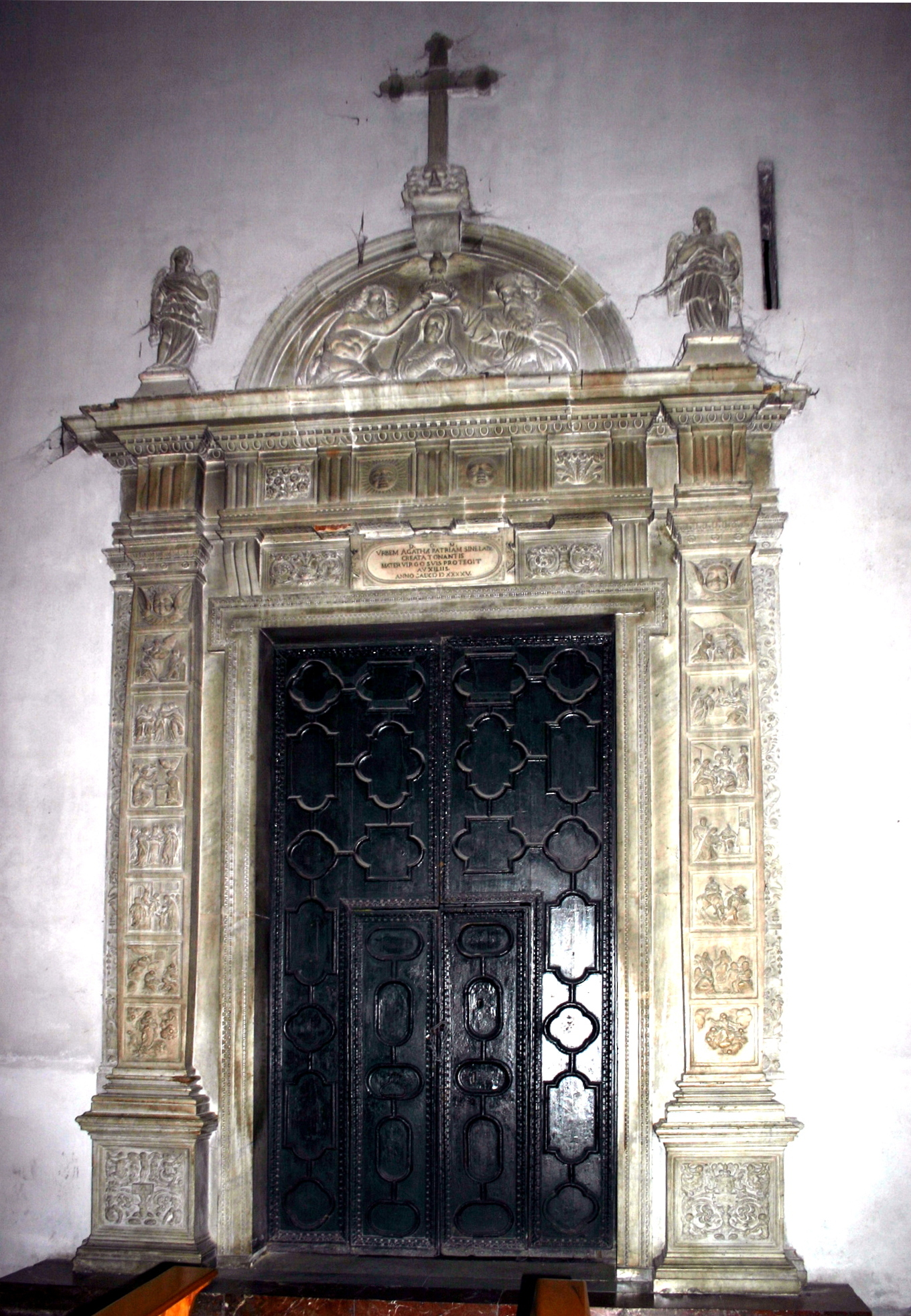
Portale interno al Duomo di Catania di Giovan Battista Mazzolo

Tra gli artisti più interessanti attivi a Messina Giorgio da Milano, Andrea Mancino, Bernardino Nobile e il carrarese Giovan Battista Mazzolo, titolare di un'importante bottega, a cui si affiancò il messinese Antonello Freri (attivo anche a Catania), senza contare la presenza del Antonello Gagini, figlio di Domenico, a Messina tra il 1498 e il 1507.
Come a Palermo questi artisti toscani e lombardi portarono in città e nelle aree circostanti fino alla Calabria, il ricco repertorio delle decorazioni architettoniche classiciste. Tuttavia per tutto il XV secolo, nonostante alcune interpretazioni oggi superate, l'architettura continuò a seguire la tradizione tardogotica nonostante la presenza di episodi decorativi rinascimentali. Tuttavia occorre rilevare come le distruzioni degli eventi sismici abbiano alterato la possibilità di indagare compiutamente tale periodo.
Esempi del rapporto dialettico tra architettura e scultura possono essere citati i portali rinascimentali della chiesa madre di Santa Lucia del Mela (fine del XV secolo), attribuito a Gabriele di Battista e il portale laterale della chiesa madre di Mistretta, (1494), attribuito a Giorgio da Milano.

### Architettura

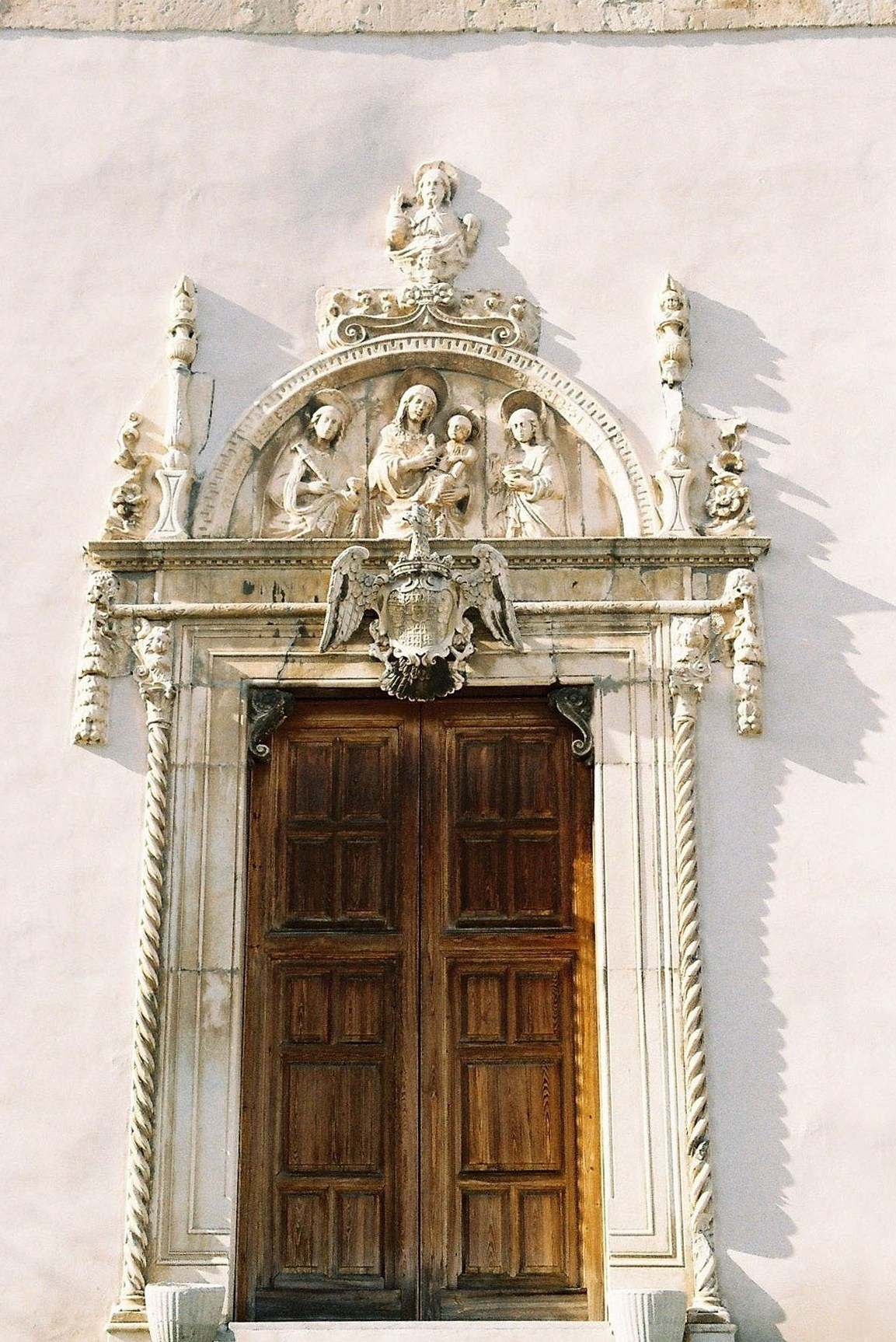
Il portale della cattedrale di Santa Lucia del Mela

Il rinnovamento del linguaggio quindi non coinvolse subito l'intero organismo edilizio.
Il principale architetto siciliano del Quattrocento fu infatti Matteo Carnilivari che utilizzò un linguaggio personale con ancora elementi gotici e catalani, come nella Chiesa di Santa Maria della Catena a Palermo. Il suo prestigio di costruttore fu uno degli ostacoli all'affermazione del linguaggio rinascimentale, al di fuori del repertorio decorativo dei marmorari.
Oltre alle poche tracce lasciate da Laurana, si può ricercare, alla fine del XV secolo, il linguaggio rinascimentale solo in episodi minori come la cappella Ventimiglia nella chiesa di San Francesco a Castelbuono.

### Caratteri permanenti
Si configurano fin dal XV secolo alcuni caratteri permanenti della cultura siciliana del periodo: il ruolo preminente del clero come committenza; la presenza di molti artisti appartenenti ad ordini religiosi, spesso formatisi all'interno degli ordini; le differenze artistiche e culturali tra le grandi città dell'isola (Messina e Palermo, ma anche Catania e Siracusa); l'arrivo da fuori di artisti; i viaggi di formazione degli artisti locali in una circolarità di uomini, opere e conoscenze.

## Primo Cinquecento

### Episodi rinascimentali in architettura

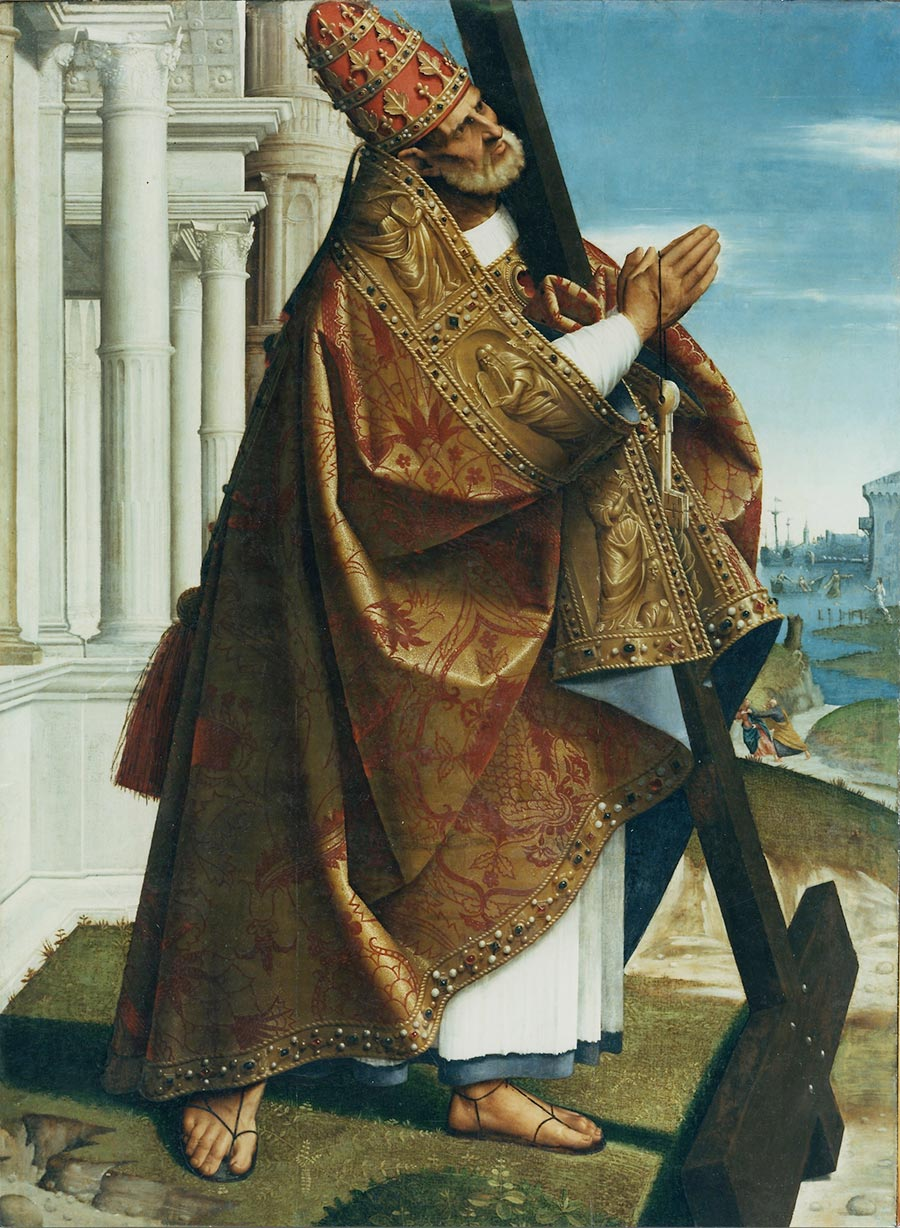
San Pietro di Girolamo Alibrandi

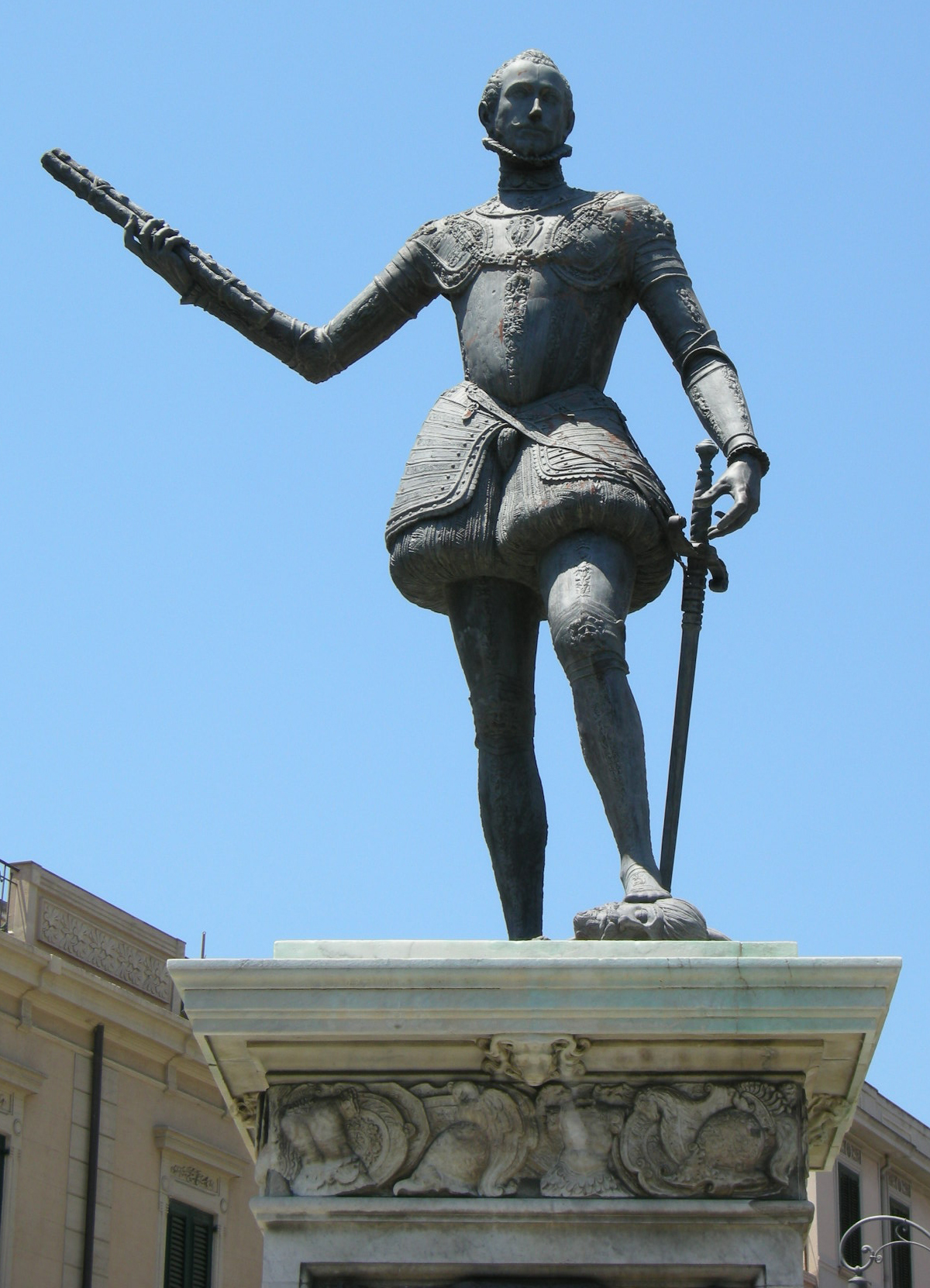
Il monumento a Giovanni d'Austria di Andrea Calamech

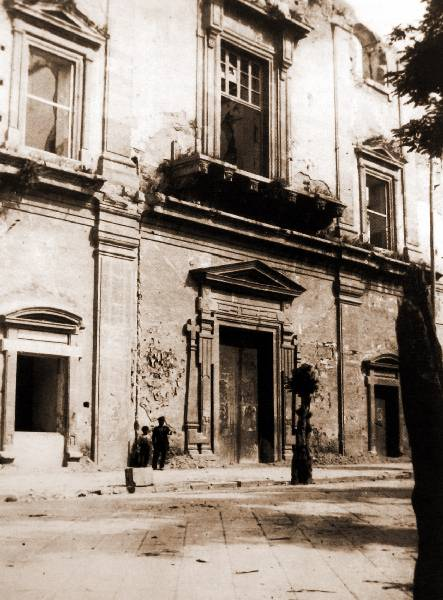
L'ospedale Maggiore di Messina di Andrea Calamech

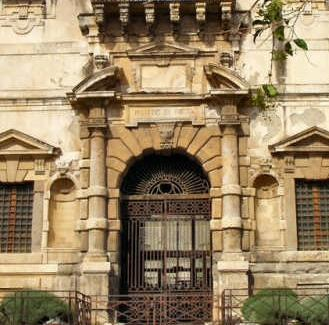
Il portale del Monte di Pietà di Messina di Natale Masuccio

Il progressivo assorbimento di elementi del classicismo rinascimentale in architettura procedette lentamente e si concretizzò soprattutto in modo episodico come la sacrestia del duomo di Siracusa o in piccole costruzioni come le cappelle a pianta centrale addossate all'edificio di culto.
Tra queste si ricordano la cappella Naselli in San Francesco a Comiso, la cappella dei Confrati in Santa Maria di Betlem a Modica, la cappella della Dormitio Virginis in Santa Maria delle Scale a Ragusa. la cappella dei Marinai nella chiesa dell'Annunziata a Trapani, opera di Gabriele di Battista.
In stile rinascimentale vennero realizzate la facciata del duomo di Siracusa, distrutta nel terremoto del 1693, la grandiosa tribuna della cattedrale di Palermo di Antonello Gagini, andata distrutta alla fine del XVIII secolo, probabilmente l'opera più significativa del Rinascimento in Sicilia la cui costruzione durerà diversi decenni, dal 1510 al 1574, e che dopo la morte di Antonello nel 1537, sarà completata dai figli Antonino, Giacomo e Vincenzo.
Ad Antonello Gagini si deve probabilmente anche il progetto della chiesa di Santa Maria di Porto Salvo che nonostante l'uso di alcuni archi acuti introdotti dai costruttori locali, presenta una spazialità pienamente rinascimentale.

### La pittura
Nel 1517 arrivò a Palermo il dipinto di Raffaello Andata al Calvario (poi denominato lo Spasimo di Sicilia) che influenzò molti artisti, sia pittori che scultori. Quasi contemporaneamente, dal 1519 fu attivo in città Vincenzo da Pavia. In tal modo fu introdotta in città la "maniera" moderna, pur in un ambiente ancora abbastanza legato a modi quattrocenteschi.
Già nella prima fase del secolo arrivarono in Sicilia diversi artisti provenienti da Napoli come Mario da Laurito. Il flusso degli artisti non fu a senso unico e pittori siciliani furono attivi fuori dall'isola: Giacomo Santoro a Roma e Spoleto, Tommaso Laureti a Roma e Bologna.
Altri pittori manieristi provenienti dalla penisola furono attivi a Palermo, come Orazio Alfani.
Tra gli artisti siciliani della prima metà del secolo Vincenzo degli Azani.
Nei primi due decenni del XVI secolo soggiornò due volte a Messina Cesare da Sesto portandovi uno stile tra Raffaello e Leonardo che influenzerà l'ambiente artistico della città e in particolare Girolamo Alibrandi, artista molto conosciuto alla sua epoca ma di cui restano poche opere e scarse notizie.
Nel 1529, dopo il Sacco di Roma, si stabilisce a Messina, dove resterà fino alla morte, Polidoro da Caravaggio, che introduce in Sicilia i modi figurativi romani raffaelleschi, adattando però la propria pittura, a contatto con la religiosità devozionale tipica dell'isola, accentuando il patetismo dei personaggi. Polidoro collaborò agli allestimenti effimeri predisposti per l'ingresso di Carlo V a Messina nel 1535, avvenimento che non mancò di rappresentare un momento di profonda innovazione della cultura figurativa. L'allievo più importante di Polidoro fu Deodato Guinaccia attivo a lungo a Messina. Una folta schiera di manieristi siciliani andranno ad operare anche a Napoli, simmetricamente ai manieristi napoletani attivi in Sicilia. Tra gli artisti siciliani Stefano Giordano.

### La scultura tra rinascimento e manierismo
La scultura del XVI secolo in Sicilia confermò un ruolo trainante nella decisiva svolta dal tardo Gotico al Rinascimento. Tale evoluzione presenta caratteri diversi tra Messina e il resto dell'isola. A Palermo infatti opera per tutto il secolo e oltre, la bottega dei Gagini con una produzione che alterna opere ripetitive di bottega e committenze di prestigio che interessano anche tipologie scultoree tipiche dell'isola, come i tabernacoli marmorei affiancati da angeli.
L'esponentè più importante della bottega è Antonello, figlio di Domenico, console dei marmorari di Palermo, artista dalla complessa formazione culturale che lo portò anche a Roma, a fianco di Michelangelo e che comunque lavorò anche a Messina. La sua aggiornata formazione gli consentì di superare gli stilemi derivati da Laurana e dal padre Domenico che erano diventati ormai una maniera.
Nella bottega dei Gagini, oltre ad esponenti della famiglia, lavorarono tanti artisti tra cui Giuliano Mancino, Antonio e Bartolomeo Berrettaro, Vincenzo Carrara, Fedele Da Corona.
A Messina invece si assiste all'arrivo di numerosi e importanti scultori toscani, che dominano il panorama culturale della città per un lungo periodo, diffondendo lo stile manierista non solo in Sicilia, ma anche in Calabria.
Giovanni Angelo Montorsoli, allievo di Michelangelo, dopo un lungo vagare si stabilì a Messina dal 1547 al 1557, lasciando numerosi seguaci, come Giuseppe Bottone, e opere importanti come la Fontana di Orione e la Fontana del Nettuno.
Martino Montanini, a Messina dal 1547 al 1561, collaboratore del Montorsoli e suo successore come capostro del Duomo, dove scolpì statue, oggi perdute.
Andrea Calamech, allievo di Bartolomeo Ammannati, si stabilì in città nel 1563 e fu a capo di un'importante bottega che comprendeva il figlio Francesco il nipote Lorenzo Calamech e il genero Rinaldo Bonanno.
Altri scultori manieristi, soprattutto toscani, presenti in Sicilia per periodi più o meno lunghi furono Michelangelo Naccherino e Camillo Camilliani.
Oltre che la scultura marmorea continua anche la tradizione della scultura in stucco e di quella in legno che darà gli esiti più sorprendenti nel XVII secolo.

## Secondo Cinquecento
Quale che sia stata l'adesione della Sicilia alle forme rinascimentali, nei tempi più o meno in ritardo e nei modi più o meno condizionati dalle tradizioni preesistenti, nella seconda metà del secolo l'isola si trova perfettamente aggiornata al panorama artistico della penisola e in particolare di Roma, recependone tutta la complessità fatta di tardo manierismo, classicismo, temi della Controriforma e tanto altro.
In tale epoca le novità continuano ad essere portate da artisti e architetti immigrati in Sicilia dai principali centri artistici italiani. Dopo questo periodo tale fenomeno si ferma e i principali artisti attivi in Sicilia nel XVII secolo sono nativi dell'isola, formatesi spesso a Roma, come comunque comincia ad essere già dalla seconda metà del XVI secolo.

### L'architettura manierista
Giovanni Angelo Montorsoli e soprattutto Andrea Calamech furono utilizzati dalle autorità cittadine nel ruolo non solo di scultori, ma anche di architetti introducendo così a Messina il classicismo manierista, in opere oggi scomparse come il Palazzo Reale e l'Ospedale Maggiore di Calamech.
Il manierismo in architettura trovò anche interpreti siciliani tra i quali Natale Masuccio progettista, tra l'altro, del Monte di Pietà di Messina di cui rimane un portale caratterizzato dall'ordine rustico e Jacopo Del Duca allievo di Michelangelo e attivo a Roma dove completò alcune opere del maestro. Ritornato in patria nel 1588 fu attivo per un decennio a Messina dove venne nominato architetto della città, succedendo al Calamech e realizzò diverse opere, quasi tutte distrutte da terremoti, ma importanti per i successivi sviluppi dell'architettura siciliana.

### La pittura verso il barocco
la pittura siciliana del secondo XVI secolo risulta aggiornata a tutte le varie tendenze della cultura figurativa italiana, ma non presenta grandi personalità. I pittori più importanti sono Antonio Catalano, Giuseppe Spatafora, Antonio Ferraro, Giuseppe d'Alvino.
Nel corso della seconda metà del secolo arrivarono in Sicilia artisti dai diversi modi stilistici tra cui, lo spagnolo Juan de Matta, attivo nella prima metà del secolo, il fiammingo Simone de Wobreck, attivo in Sicilia dal 1557 al 1587, il romano Orazio Borgianni nell'ultimo decennio, prima di trasferirsi in Spagna.